# Terravecchia
Terravecchia är en ort och kommun i provinsen Cosenza i regionen Kalabrien i Italien. Kommunen hade 718 invånare (2018).